# Rondale Moore
Rondale DaSean Moore (geboren am 9. Juni 2000 in New Albany, Indiana) ist ein US-amerikanischer American-Football-Spieler auf der Position des Wide Receivers. Er spielte College Football für die Purdue University. Im NFL Draft 2021 wurde Moore in der zweiten Runde von den Arizona Cardinals ausgewählt. Seit 2025 spielt er für die Minnesota Vikings.

## Highschool und College
Moore besuchte zunächst die Highschool in seiner Heimatstadt New Albany, Indiana, später wechselte er auf die Trinity High School in Louisville, Kentucky. An der Highschool spielte Moore auch Basketball. In New Albany spielte er mit dem späteren NBA-Spieler Romeo Langford zusammen und freundete sich mit ihm an.
Ab 2018 ging Moore auf die Purdue University und spielte dort College Football für die Purdue Boilermakers. Bei seinem Debüt für Purdue am 30. August 2018 stellte Moore gegen die Northwestern Wildcats einen Rekord für die meisten Receiving-, Rushing- und Return-Yards eines Spielers von Purdue in einem Spiel auf. Er fing elf Pässe für 109 Yards und einen Touchdown, erlief 79 Yards bei zwei Versuchen, erzielte 125 Yards Raumgewinn bei fünf Kick Returns und kam damit auf insgesamt 313 Yards. Dennoch verlor Purdue das Spiel mit 28:31. Beim Sieg der Boilermakers über die favorisierten Ohio State Buckeyes am siebten Spieltag machte Moore mit 170 Yards Raumgewinn im Passspiel und zwei Touchdowns bei zwölf gefangenen Pässen auf sich aufmerksam. Insgesamt kam er als Freshman in 13 Spielen, von denen er 10 als Starter bestritt, auf 114 gefangene Pässe für 1258 Yards und 12 Touchdowns, zudem erlief er weitere 213 Yards bei 21 Versuchen. Darüber hinaus wurde er als Return Specialist eingesetzt. Moore wurde in das All-Star-Team der Big Ten Conference der Saison 2018 gewählt, gewann den Richter–Howard Receiver of the Year als bester Passempfänger der Big Ten Conference, wurde als bester Freshman der Conference ausgezeichnet und war Consensus All-American. Zudem erhielt er den Paul Hornung Award als vielseitigster Spieler der Saison.
In der Saison 2019 konnte Moore verletzungsbedingt nicht an seine Leistungen als Freshman anknüpfen. Er fing in vier Spielen 29 Pässe für 387 Yards und zwei Touchdowns, bevor er wegen einer Oberschenkelverletzung für den Rest der Spielzeit ausfiel. Im August 2020 gab Moore bekannt, auf die Saison 2020 wegen der COVID-19-Pandemie in den Vereinigten Staaten verzichten zu wollen. Er änderte seine Meinung jedoch Ende September, nachdem die Big Ten Conference kurz zuvor bekanntgegeben hatte, eine verkürzte Saison im Herbst auszutragen. Zwischenzeitlich hatte die Big Ten geplant, die Saison auf den Frühling 2021 zu verschieben. Wie schon in der Vorsaison limitierte eine Verletzung seine Einsatzzeit auch 2020 deutlich, in drei Partien kam Moore auf 35 gefangene Pässe und 270 Yards Raumgewinn im Passspiel.

## NFL
Im NFL Draft 2021 wurde Moore in der zweiten Runde an 49. Stelle von den Arizona Cardinals ausgewählt. Bei seinem NFL-Debüt am ersten Spieltag fing er vier Pässe für 68 Yards, zudem wurde er als Kick Returner und als Punt Returner eingesetzt. Am zweiten Spieltag konnte er sieben Bälle für 114 Yards fangen, darunter nach einem Pass von Kyler Murray für 77 Yards sein erster NFL-Touchdown. Die letzten drei Spiele der Regular Season verpasste Moore, insgesamt fing er 54 Pässe für 435 Yards und einen Touchdown. Aufgrund einer Oberschenkelverletzung verpasste Moore die ersten drei Spiele der Saison 2022. Nach einem schwachen Start in die Saison mit drei gefangenen Pässen für 11 Yards am vierten Spieltag verzeichnete er in insgesamt acht Spielen 41 Catches für 414 Yards und einen Touchdown. Infolge einer Leistenverletzung am 11. Spieltag wurde er auf die Injured Reserve List gesetzt und verpasste den Rest der Saison. In der Saison 2023 wurde Moore vermehrt aus dem Backfield heraus eingesetzt und erlief 178 Yards und einen Touchdown bei 28 Versuchen. Als Passempfänger verzeichnete er mit 40 gefangenen Pässen für 352 Yards und einen Touchdown die niedrigste Werte seiner Karriere.
Am 14. März 2024 gaben die Cardinals Moore im Austausch gegen Quarterback Desmond Ridder an die Atlanta Falcons ab. Wegen einer Knieverletzung, die er sich in der Saisonvorbereitung zuzog, verpasste er die Saison 2024 verletzungsbedingt vollständig. Im März 2025 nahmen die Minnesota Vikings Moore unter Vertrag.

### NFL-Statistiken
| Saison                             | Team              | Spiele                        | Spiele                        | Receiving                     | Receiving                     | Receiving                     | Receiving                     | Receiving                     | Rushing                       | Rushing                       | Rushing                       | Rushing                       | Rushing                       | Fumbles                       | Fumbles                       |
| Saison                             | Team              | GP                            | GS                            | Rec                           | Yds                           | Avg                           | Lng                           | TD                            | Att                           | Yds                           | Avg                           | Lng                           | TD                            | Fum                           | Lost                          |
| ---------------------------------- | ----------------- | ----------------------------- | ----------------------------- | ----------------------------- | ----------------------------- | ----------------------------- | ----------------------------- | ----------------------------- | ----------------------------- | ----------------------------- | ----------------------------- | ----------------------------- | ----------------------------- | ----------------------------- | ----------------------------- |
| 2021                               | Arizona Cardinals | 14                            | 7                             | 54                            | 435                           | 8,1                           | 77                            | 1                             | 18                            | 76                            | 4,2                           | 26                            | 0                             | 3                             | 1                             |
| 2022                               | Arizona Cardinals | 8                             | 8                             | 41                            | 414                           | 10,1                          | 38                            | 1                             | 6                             | −5                            | −0,8                          | 9                             | 0                             | 3                             | 1                             |
| 2023                               | Arizona Cardinals | 17                            | 8                             | 40                            | 352                           | 8,8                           | 48                            | 1                             | 28                            | 178                           | 6,4                           | 45                            | 1                             | 1                             | 0                             |
| 2024                               | Atlanta Falcons   | kein Einsatz wegen Verletzung | kein Einsatz wegen Verletzung | kein Einsatz wegen Verletzung | kein Einsatz wegen Verletzung | kein Einsatz wegen Verletzung | kein Einsatz wegen Verletzung | kein Einsatz wegen Verletzung | kein Einsatz wegen Verletzung | kein Einsatz wegen Verletzung | kein Einsatz wegen Verletzung | kein Einsatz wegen Verletzung | kein Einsatz wegen Verletzung | kein Einsatz wegen Verletzung | kein Einsatz wegen Verletzung |
| Total                              | Total             | 39                            | 23                            | 135                           | 1.201                         | 8,9                           | 77                            | 3                             | 52                            | 249                           | 4,8                           | 45                            | 1                             | 4                             | 1                             |
| Quelle: pro-football-reference.com |                   |                               |                               |                               |                               |                               |                               |                               |                               |                               |                               |                               |                               |                               |                               |